# Política dos Países Baixos

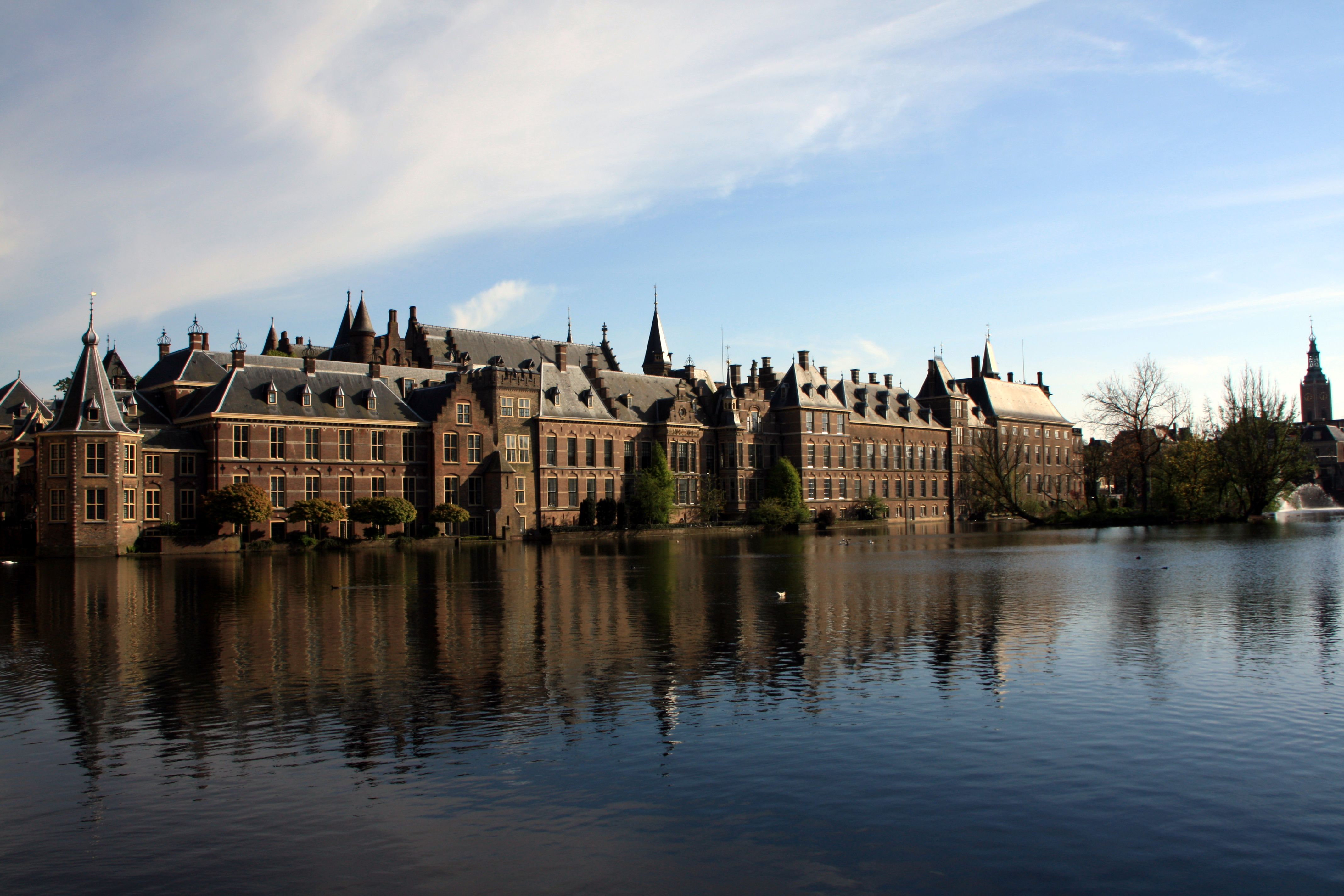
Estados Gerais dos Países Baixos em Haia, sede do poder legislativo

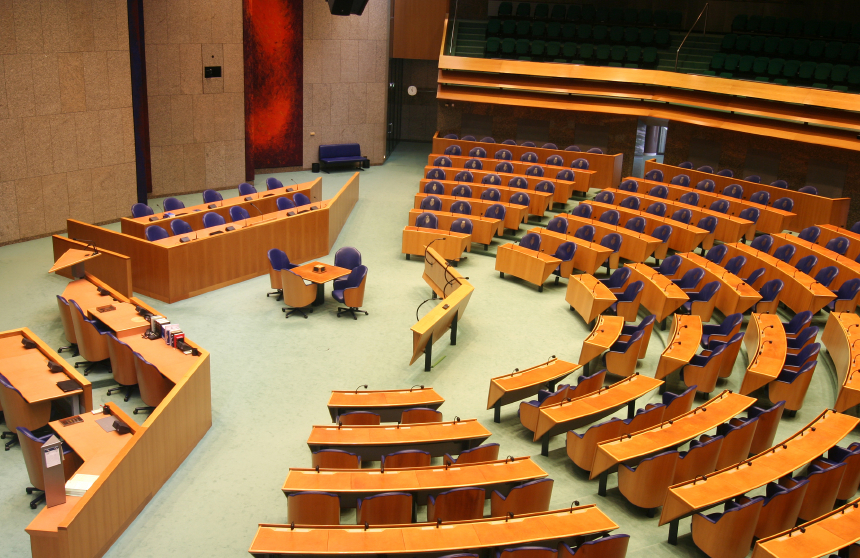
Plenário da Câmara dos Representantes dos Países Baixos

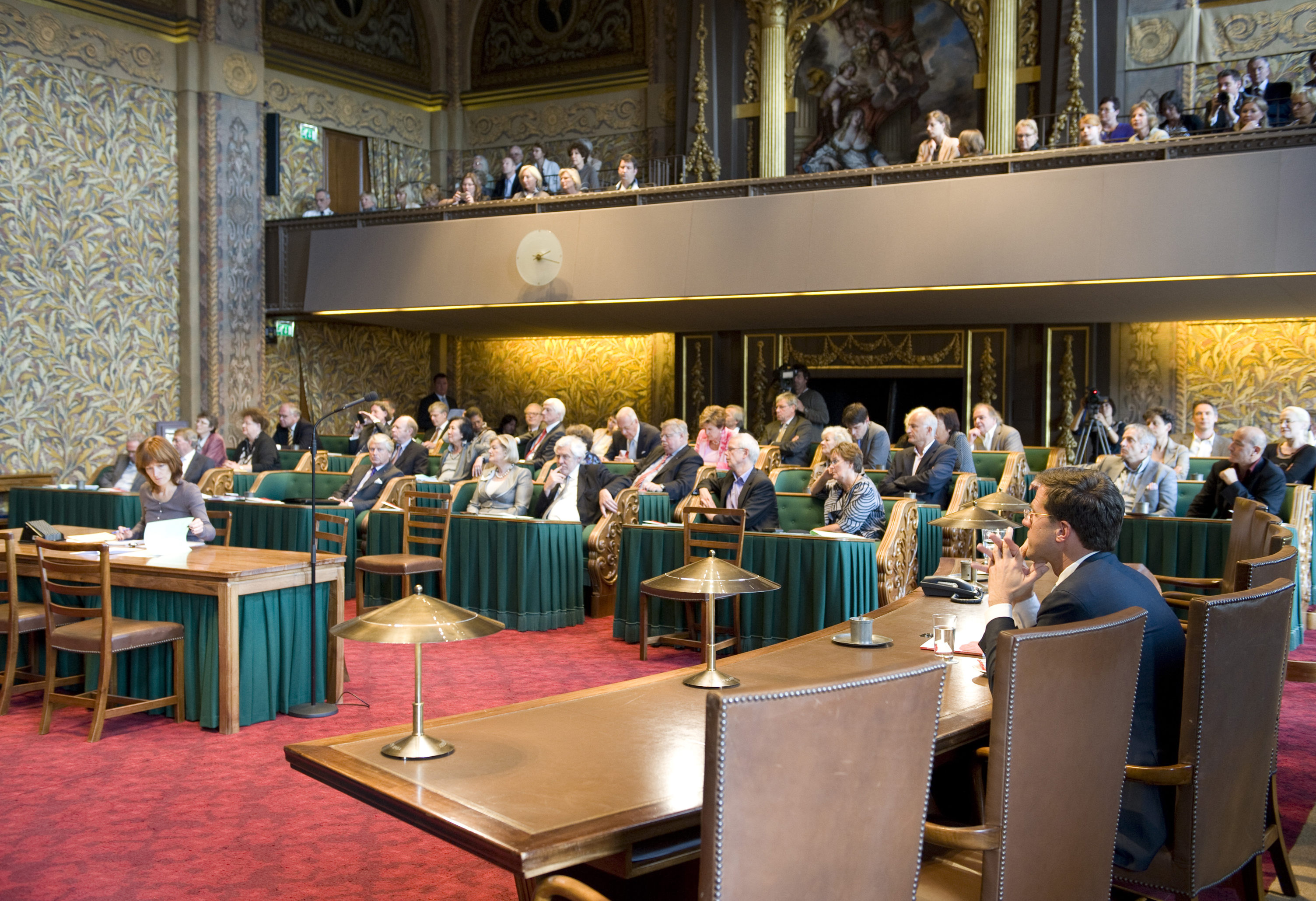
Plenário do Senado dos Países Baixos

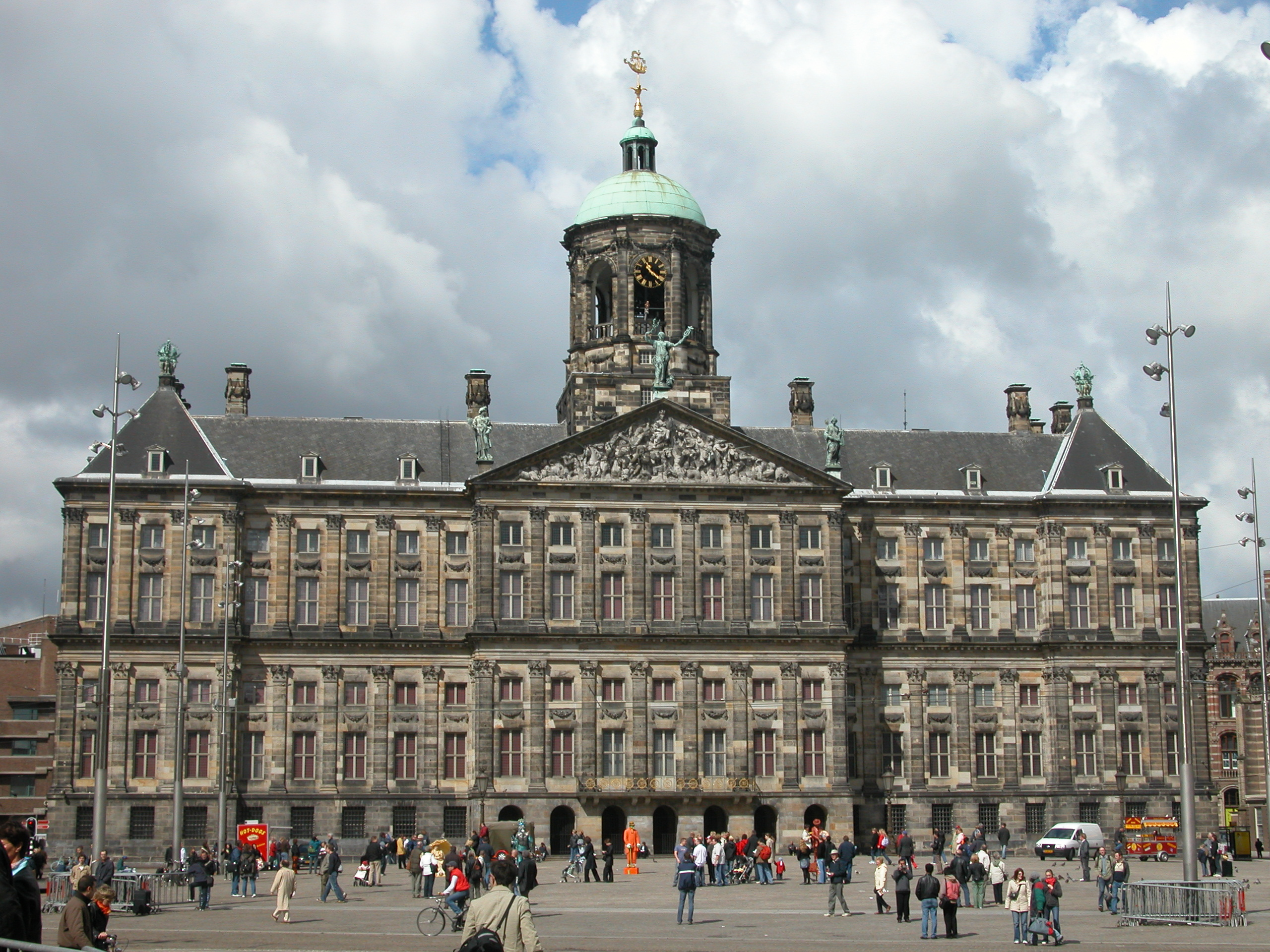
Palácio Real de Amsterdão

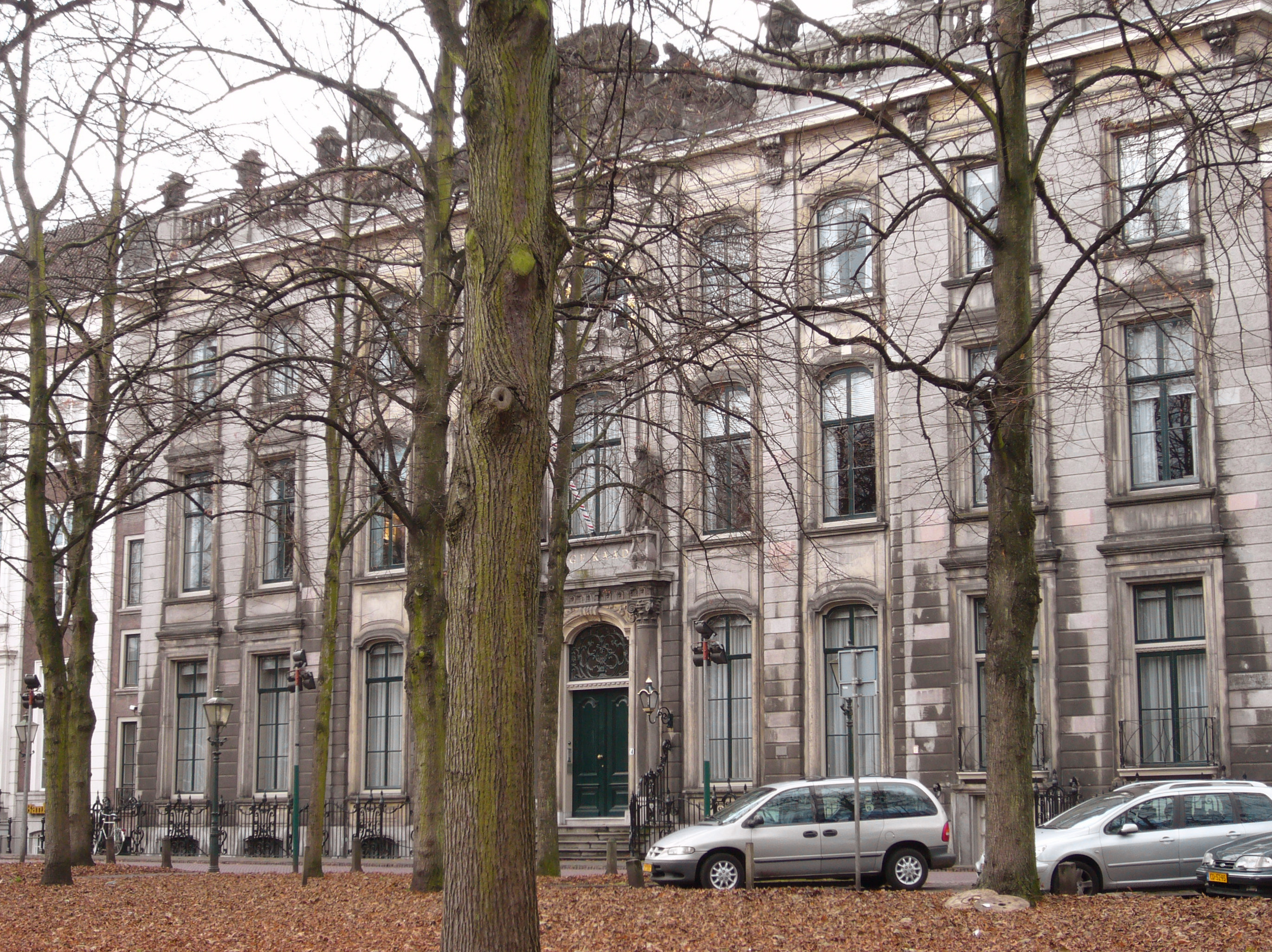
Suprema Corte dos Países Baixos em Haia

A Holanda é uma monarquia constitucional desde 1815, tendo antes disso sido uma república, de 1581 a 1806 (foi ocupada pela França entre 1806 e 1815).
O Chefe de Estado é, desde 30 de abril de 2013 o rei Guilherme Alexandre dos Países Baixos após a abdicação de sua mãe a então rainha Beatriz de Orange-Nassau. É ele que nomeia formalmente os membros do governo. Na prática, uma vez conhecidos os resultados das eleições parlamentares, forma-se um governo de coligação (num processo que pode demorar vários meses), após o que o governo constituído desta forma é oficialmente nomeado pelo rei. O chefe do governo é o primeiro-ministro ou Ministro Presidente, que é também, geralmente, o líder do maior partido da coligação.
O parlamento consiste de duas câmaras. De um lado a Casa dos Representantes, eleita diretamente e responsável pela criação das leis; e de outro o Senado, eleito indiretamente pelos Conselhos Regionais e responsável por aprovar as leis propostas pela Casa dos Representantes.
As eleições para os 150 membros da Câmara Baixa (Tweede Kamer, Casa dos Representantes ou Segunda Câmara) têm lugar de quatro em quatro anos, ou a intervalos menores caso a Câmara Baixa aprove uma moção de desconfiança contra o governo. O Senado (Eerste Kamer, ou Primeira Câmara), aparentemente menos importante e composto por 75 cadeiras, é escolhido de quatro em quatro anos depois das eleições provinciais, pelos membros dos parlamentos provinciais recém-eleitos. Em conjunto, as duas câmaras são conhecidas como os Staten Generaal, ou Estados Gerais.
Os cientistas políticos consideram os Países Baixos um clássico exemplo de um estado consociacional.